# 牡丹町公園
牡丹町公園（ぼたんちょうこうえん）は、東京都江東区牡丹二丁目にある区立公園である。1976年4月開園。

## 概要
閑静な住宅街の中にある広場のような公園で、古石場川親水公園に隣接する。動物型遊具やゲートボールコーナーや盛り土場などがある。
その名の通り、ボタンが比較的多く咲いている。他にはバラやアジサイ等。春にはサクラが咲く。
通年入園自由。男女別型トイレ有り。ベンチ有り。夜間はやや暗い。

## アクセス
- JR京葉線越中島駅から徒歩6分。
- 都営地下鉄大江戸線・東京メトロ東西線門前仲町駅から徒歩6分。

## 周辺施設
- 東京海洋大学
- 古石場川親水公園